# Monument în memoria consătenilor căzuți în războiul din 1914-1918 (Milești)
Monumentul în memoria consătenilor căzuți în războiul din 1914-1918 este un monument amplasat în Milești, raionul Nisporeni, Republica Moldova. Este un monument istoric și de artă de importanță națională inclus în Registrul monumentelor Republicii Moldova ocrotite de stat cu nr. 916 (raionul Nisporeni). Datează din anii 1930.